# Quentin McCord
Quentin McCord   (LaGrange, 26 de juny de 1978 - 13 d'agost de 2020) fou un jugador de futbol americà estatunidenc, que jugava a la posició de receptor. Va jugar professionalment amb els Atlanta Falcons i a la universitat, va jugar a l'equip de la Universitat de Kentucky.